# 그레이트 월 페가수스
그레이트 월 페가수스(영어: Great Wall Pegasus)는 만리장성 자동차에서 생산 중인 풀사이즈 SUV이다.

## 개요
토요타에서 공급한 GW491QE 인라인-4 2.2리터 엔진으로 구동된다. 그레이트 월 쏘쿨의 SUV 버전과 그레이트 월 싱의 숏 휠베이스 버전으로 그레이트 월 페가수스의 차체 디자인은 SWB 5도어 이스즈 MU를 라이선스 하에 생산한 SWB 5도어 이스즈 MU를 기반으로 재설계되었다.

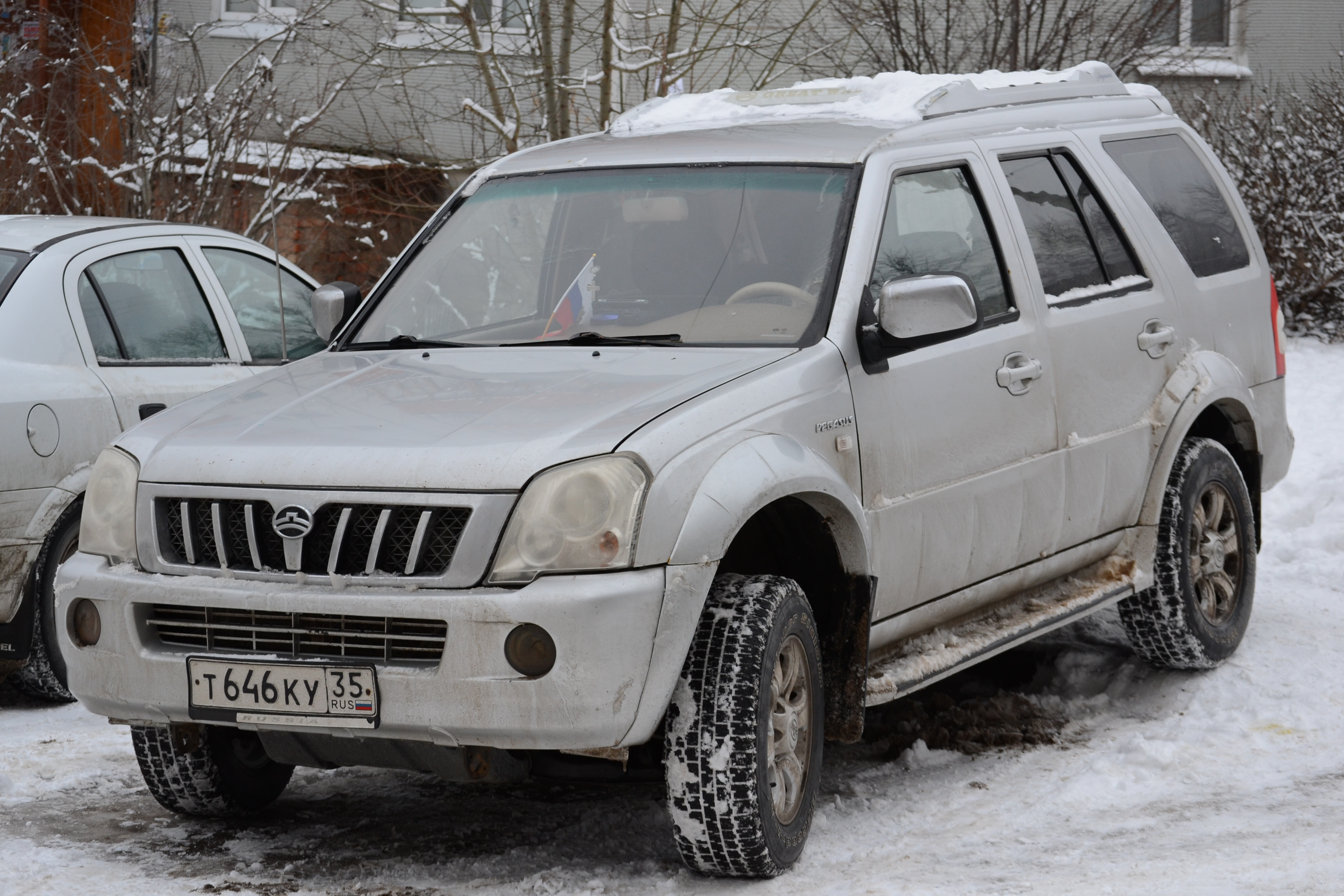
러시아에 있는 그레이트 월 페가수스
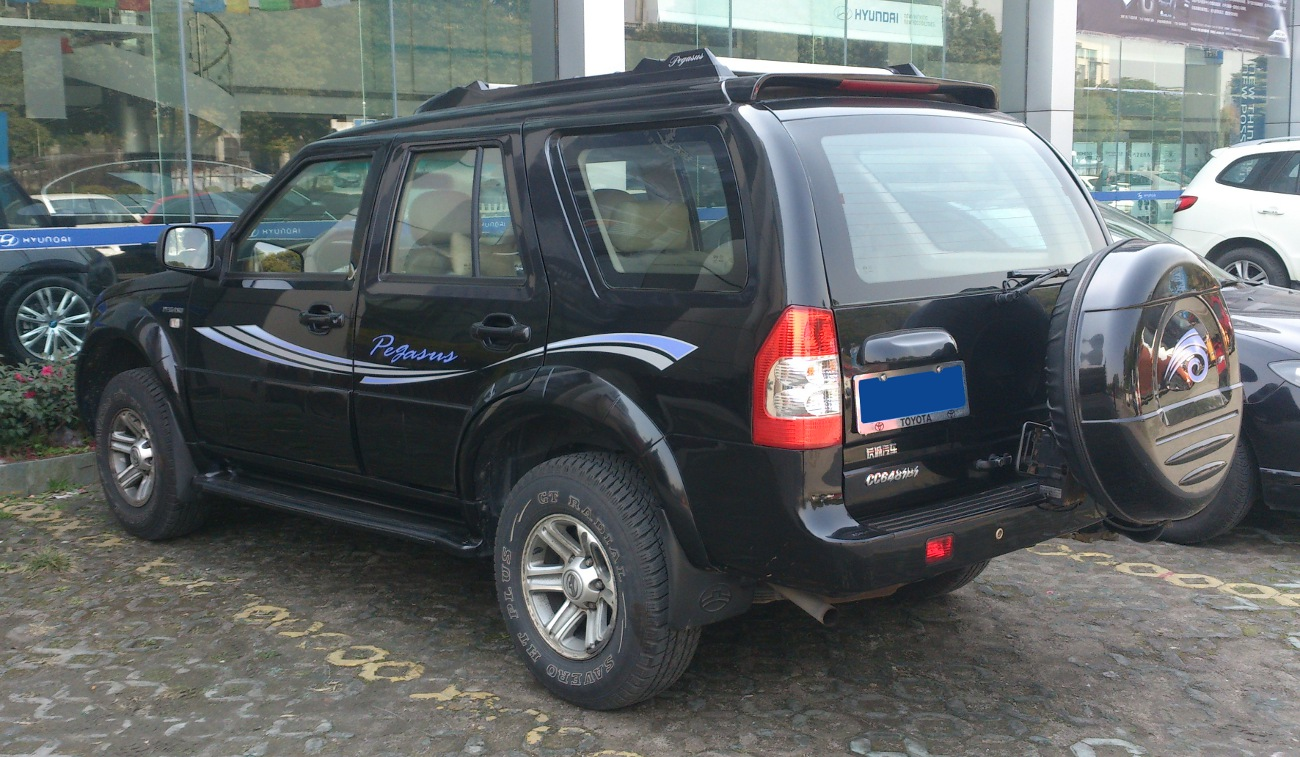
그레이트 월 페가수스의 후면